# Droga wojewódzka nr 916
Droga wojewódzka nr 916 (DW916) – droga wojewódzka w województwie  śląskim prowadząca do dawnego przejścia granicznego na granicy polsko-czeskiej Pietraszyn-Sudice, gdzie spotyka się z czeską drogą krajową nr 46.